# Josephinahemmet

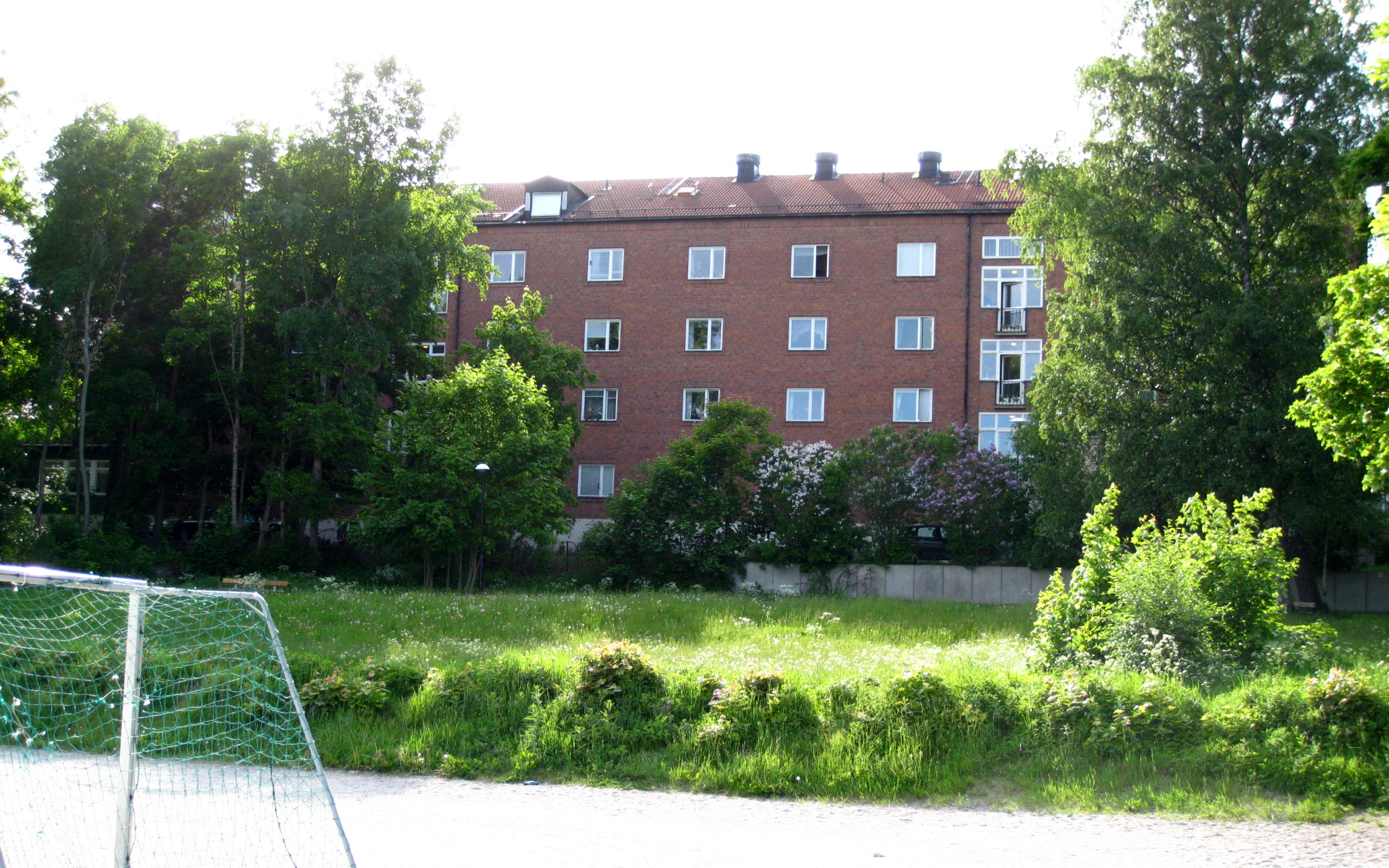
Josephinahemmet i Blackeberg, Stockholm.

Josephinahemmet är ett katolskt seniorboende (55+) beläget på Drachmannsgatan 2 i Blackeberg, Stockholm. Seniorboendet är uppkallat efter drottning Josefina, gemål till Oskar I och Sveriges och Norges drottning mellan 1844-1859.
Stiftelsen Josephinahemmet grundades 1873 för att ge skydd och vård åt mindre bemedlade medlemmar av den romersk-katolska församlingen i Storstockholm.

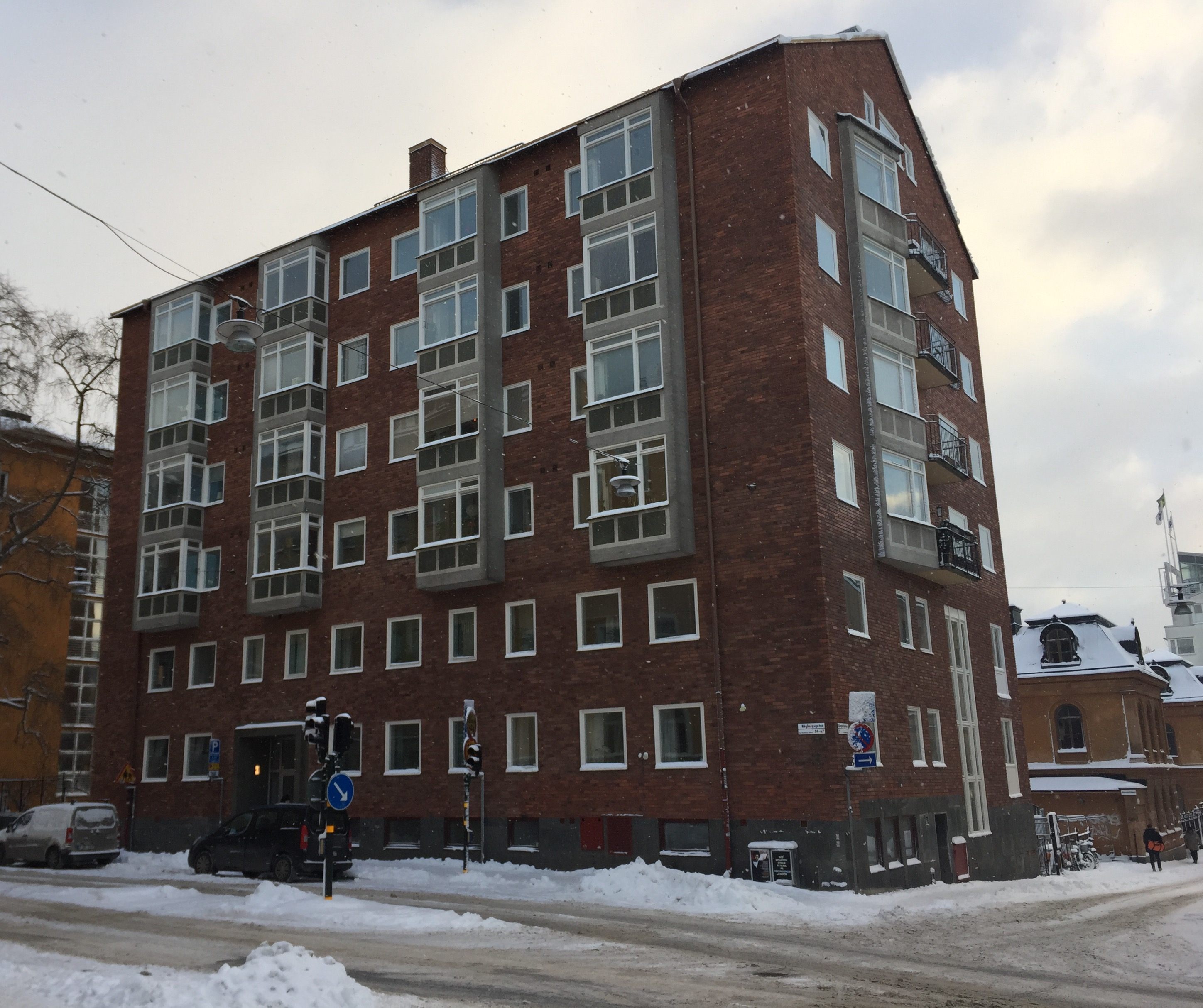
Josephinahemmets tidigare byggnad på Södermalm i Stockholm.

## Huset
Vid försäljning av fastigheten (Drachmannsgatan) till Stockholms stad i slutet på 1940-talet sparade frimurarna ett mindre område på tomten som undantagits. Där uppfördes ett pensionärshem för äldre herrar, i första hand frimurare. Huset med röd tegelfasad uppfördes 1950-1953 och ritades av arkitekt Thure Bergentz.
År 1988 övertogs byggnaden av Stiftelsen Josephinahemmet, moderniserades och byggdes om till ett katolskt servicehus. Samtidigt tillbyggdes ett katolskt kapell, S:ta Ragnhilds kapell, efter ritningar av arkitekt Jörgen Kjaergaard.
Josephinahemmet omfattar 39 lägenheter (ettor och tvåor), bibliotek, salong, sällskapsrum, matsal, terrass med trädgård samt S:ta Ragnhilds kapell i ett annex.

## S:ta Ragnhilds kapell
I souterrängvåningen ligger gudstjänstlokalen S:ta Ragnhilds kapell, uppkallat efter helgonet Sankta Ragnhild. Organisatoriskt tillhör det Sankta Eugenia katolska församling. Ett katolskt kapell hade sedan 1954 funnits i anslutning till ett litet sjukhem i Södra Ängby. Detta sjukhem skulle läggas ned, och man ville flytta kapellet till det nya servicehuset i Blackeberg. Kapellet fick behålla sitt namn även efter flytten. Eugeniaförsamlingen var beredd att stå för kostnaden för att det nya kapellet skulle göras så stort att det kunde inrymma både boende på servicehuset och kringboende katoliker.
Kapellets altare har tidigare funnits i Elisabethsystrarnas kapell i Villa Pauli, Djursholm. Altaret kommer ursprungligen från Köln. Kapellet invigdes den 14 februari 1988.
S:ta Ragnhilds kapellförsamling har ett eget kapellråd som, tillsammans med präst boende på Josephinahemmet, utformar och genomför den verksamhet som kapellförsamlingen har fått i uppdrag.

## Änkedrottning Josephinas stipendium
Änkedrottning Josephinas stipendium instiftades 2024 och delas årligen ut till ett antal katolska studenter vid lärosäten i Sverige och Norge. Under 2024 skedde utlysningar under både vår- och höstterminen. Intressenter använder sig av ett ansökningsformulär på Stiftelsen Josephinahemmets hemsida.

## Josephinahemmets Vänner
Josephinahemmets Vänner är en ideell förening vars syfte är att stödja Josephinahemmets verksamhet och skapa trivsel för de boende, bl.a. genom volontärverksamhet och ekonomiska insatser. Ordförande för Josephinahemmets Vänner 2025 är Elisabet Degen.

## Historia
Josephinahemmet grundades av änkedrottning Josefina av Sverige och Norge år 1873. Hemmet var avsett för äldre katolska trosbekännare och då särskilt för mindre bemedlade katoliker.
Josephinahemmet, som alltsedan sina första år varit beläget vid Björngårdsgatan på Södermalm i Stockholm, flyttade 1988 till Blackeberg. Där övertogs en fastighet som tidigare inrymt ett ålderdomshem tillhörande Frimurarorden.
Änkedrottning Josefina lade med egna medel grunden till två institutioner för äldre. Dessa var Stiftelsen Konung Oscar I:s Minne och Josephinahemmet, bägge i Stockholm. De boende i de båda hemmen rekryterades dock från helt olika sociala förhållanden. Oscar I:s Minne var avsett för så kallade pauvres honteux (fattiga som har sett bättre dagar) och de boende behövde inte vara katolska trosbekännare. Josephinahemmet däremot vände sig till de verkligt fattiga – och endast katoliker.
Församlingen i Stockholm bestod dels av anställda vid de utländska legationerna i Stockholm, dels av invandrade tyska och franska hantverkare. Sedan Gustav III:s tid var det tillåtet för invandrare att behålla sin katolska tro i Sverige. De invandrade hantverkarna var ofta fattiga. Eftersom systrarna var sjukvårdsutbildade började de även besöka sjuka församlingsmedlemmar och hjälpa dem. En av systrarna, Valeria, kom att göra tjänst på slottet som hjälp åt drottning Josefinas kammarfru, som var sjuk. På det sättet kom systrarna att få kontakt med drottning Josefina.
Systrarna planerade att inrätta ett hem för gamla och sjuka församlingsmedlemmar. Biskopen gav sitt godkännande och man startade en insamling. Den gav ett resultat över förväntan, kanske därför att drottning Josefina stod som första namn på listan. Drottningen var katolik och hade tillåtits behålla sin tro när hon genom sitt giftermål med den svenske kronprinsen Oskar kom att tillhöra det svenska hovet. Verksamheten började nu i ett hus vid Björngårdsgatan på Södermalm. Strax före drottning Josefinas död blev hemmet en stiftelse, Stiftelsen Josephinahemmet, som verkade på Södermalm i många år.
Stiftelsen hyrde lokaler för verksamheten i ett gammalt hus, men fick så småningom möjlighet att köpa huset och byggde efter en tid ett nytt stort hus på samma tomt. Det nya huset låg vid korsningen av Högbergsgatan och Björngårdsgatan. Där kunde man hyra ut en del lägenheter till utomstående och fick därigenom inkomster som kunde användas i verksamheten.

## Verksamhet idag
Josephinahemmets verksamhet har under åren förändrats på ett sätt som återspeglar samhällsutvecklingen. Från att från början ha varit ett utpräglat fattighus för verkligt fattiga katoliker, utvecklades Josephinahemmet till ett ålderdomshem, för att därefter omformas till ett modernt servicehus. Efter ha varit vård- och omsorgsboende under några år är nu Josephinahemmet ett seniorboende. Aktiva katoliker, med svenskt personnummer, som har fyllt 55 år kan bli erbjudna ett boende på Josephinahemmet. Stiftelsen Josephinahemmet är fortsatt ansvarig för kölistan samt förmedling av lägenheter.
Josephinahemmets verksamhet har under huvuddelen av tiden byggt på änkedrottning Josefinas donation och katolska kyrkans insatser i olika former, särskilt systrarnas oavlönade arbete. Ett stort steg togs 1979 då styrelsen för Josephinahemmet beslöt att ta emot kommunal finansiering, så kallat utjämningsbidrag. Detta var en nödvändig förutsättning för att kunna fortsätta verksamheten.
Josephinahemmet har till sin sammansättning vad gäller såväl hyresgäster som personalen en synnerligen internationell prägel med många nationaliteter företrädda. De Elisabethsystrar, som tidigare bodde och var verksamma vid Josephinahemmet, utgjorde en integrerad del av personalstyrkan och hade samma arbetsvillkor som övriga anställda. Elisabethsystrarna tillhör en orden vars medlemmar ursprungligen skulle gå ut i samhället och hjälpa sjuka och andra behövande.
S:ta Ragnhilds kapell och Josephinahemmets verksamheter är mycket nära förbundna med varandra. S:ta Ragnhilds kapellförsamling har en egen präst som också bor på Josephinahemmet. Mässa firas varje dag klockan 11:00 samt eukaristisk tillbedjan på lördagar klockan 09:30. Körverksamhet, kurser, diskussionsgrupper, handarbetsgrupper, filmvisningar och gymnastisk finns på schemat varje vecka. Josephinahemmet får regelbundna besök av Caritas Ungdom, Malteserhjälpen, sånggrupper m.fl.
Under 2025 presenteras kriterierna för att söka ekonomiskt bidrag ur Josephinahemmets karitativa fond. Bidraget riktar sig i huvudsak till äldre, mindre bemedlade, katoliker i Storstockholm.